# Taphozous melanopogon
Taphozous melanopogon är en insektsätande småfladdermusart som beskrevs av Coenraad Jacob Temminck (1778–1858) år 1841.
Dess artnamn på engelska (black-bearded tomb bat) och på tyska (Schwarzbart-Grabfledermaus) betyder "svartskäggig gravfladdermus".
Taphozous melanopogon ingår i släktet gravfladdermöss (Taphozous) och familjen frisvansade fladdermöss (Emballonuridae).
IUCN kategoriserar arten globalt som livskraftig. Inga underarter finns listade i Catalogue of Life. Wilson & Reeder (2005) skiljer mellan fem underarter.

## Utseende
Arten blir 7 till 8 cm lång (huvud och bål) och väger 10 till 50 g. Pälsens färg varierar mellan grå, brun och rödbrun. Ofta har håren en vit spets. Hos hanar förekommer ett svart skägg. Troligen bildas skägget bara under vissa årstider. Även på flygmembranen mellan bakbenen (uropatagium) växer päls. Ett hudveck vid strupen i form av en påse, som hittas på flera andra gravfladdermöss, saknas men hanar har vid strupen porer där körtlar är ansluten. Den tjocka körtelvätskan fördelas i skägget. Doften är antagligen attraherande för honor. Tandformeln är I 1/2 C 1/1 P 2/2 M 3/3, alltså 30 tänder.

## Utbredning och habitat
Denna fladdermus förekommer med flera från varandra skilda populationer i Sydostasien. Utbredningsområdet sträcker sig från Indien och södra Kina till Sulawesi och Timor. En avskild population hittades vid Peking i nordöstra Kina. Arten vistas i låglandet och i kulliga områden, kanske även i låga bergstrakter upp till 800 meter över havet.
Habitatet utgörs av skogar och av andra landskap med träd, inklusive urbaniserade regioner.

## Ekologi
Hanar och honor vilar i grottor, i byggnader, i tunnlar, i gruvor och i andra konstruktioner som skapades av människor. Där bildar de små flockar eller kolonier med några tusen medlemmar. Hanar etablerar en hierarki. Taphozous melanopogon jagar huvudsakligen flygande insekter med hjälp av ekolokalisering. Troligen ingår även några frukter i födan. Arten har bra flygförmåga och når ibland 90 meter över marken.
Parningen sker under den kalla årstiden. Dräktigheten varar 120 till 125 dagar och sedan föds en enda unge. Ungen diar sin mor 2 till 3 månader och redan 2 månader senare blir den könsmogen.
Taphozous melanopogon jagas bland annat av andra fladdermöss, av ugglor, av kråkfåglar och av apor.